# Museo Arqueológico de Cacabelos
El Museo Arqueológico de Cacabelos cuenta con su sede en uno de los edificios más importantes del municipio en el siglo XIX. El museo fue creado en 1964 gracias a la iniciativa de Eumenio García Neira, un erudito local y gran apasionado de la arqueología y el coleccionismo. La gran fuente del museo son los yacimientos de Castro Ventosa y La Edrada.

## Historia
El proyecto de un Museo Arqueológico se comenzó a fraguar en 1964 como resultado de múltiples hallazgos en los yacimientos de Castro Ventosa y La Edrada, ambos en la localidad de Cacabelos. La figura de Eumenio García fue clave en esta formación del Museo, ya que fue uno de los primeros referentes en el coleccionismo de El Bierzo. Este recibió la ayuda de la Sociedad de Estudios Cacabelenses "San Florencio" cuyo principal objetivo era la protección del patrimonio arqueológico encontrado en la zona. Tras esta formación, se agrupó el conjunto de piezas en un establecimiento perteneciente a la Casa Consistorial. Además de las piezas adquiridas en las excavaciones de la zona, la organización recibió un gran número de donaciones. 
Una década más tarde el museo cambió de sede, por lo que estas piezas se almacenaron, y muchas de ellas volvieron con sus propietarios; otras desaparecieron, lo que causó que los fondos del museo disminuyesen de manera drástica. En el año 1983 se inauguró como un nuevo museo ubicándose en el sótano del Ayuntamiento de Cacabelos, pero hasta 1993 la colección estaría en constante movimiento debido a las múltiples reformas del edificio consistorial. Posteriormente en el año 2000 mediante el Patronato Municipal para la defensa del Patrimonio Histórico-Artístico de Cacabelos se comenzó un proyecto que concluyó en 2008 con la fundación del M.AR.CA. (Museo Arqueológico de Cacabelos).

## Sede
El museo se encuentra ubicado en el centro de Cacabelos, por lo que coincide con el Camino de Santiago, en una calle que se caracteriza por su estilo jacobeo. La fachada del edificio guarda la tipología típica de la época y en su parte superior cuenta con una magnífica galería de madera. El edificio fue construido en 1892 como vivienda, pero en 1936 se convirtió en bodega, posteriormente se restauró gracias al arquitecto Samuel Folgueral, y recibió una subvención por parte del Ministerio de Cultura y el Ministerio de Fomento. El museo en su interior respetó la arquitectura original, y posteriormente se añadieron elementos contemporáneos como el vidrio y el acero. Esta decisión viene tomada ya que el museo cuenta con piezas de diversas épocas, por ello se busca esa unión de lo antiguo y lo nuevo. Por lo tanto, se lograron unos espacios diáfanos en las plantas superiores, y en las inferiores se busca una ligera penumbra, esta unión de luces evidencia la modernidad del museo.
El Museo Arqueológico de Cacabelos es una institución dependiente del propio Ayuntamiento del municipio, que se ocupa de gestionar y administrar el mismo. En el año 2007 fue incluido en la Red de Museos de Castilla y León, por lo que combina las funciones de ser un centro cultural, y de punto de información turística.

## Colección
El museo cuenta con una valiosa colección de piezas arqueológicas y etnográficas que evidencian el progreso de la cultura material: prehistoria, mundo romano, mundo astur, medieval, moderno y contemporáneo, que se apoya en múltiples recursos (multimedia, escenográficos y didácticos) para acercar el arte al público. La mayor parte de la colección proviene del denominado Bergidum Flavium, compuesto por los yacimientos de Castro Ventosa y La Edrada.
La planta baja del museo se emplea para la recepción de los visitantes, para la tienda, la oficina de turismo, y las salas de exposición temporal, también se pueden observar los antiguos tinos de vino de la antigua bodega a través de vitrinas en esta planta inferior. La siguiente planta es el sótano, que alberga una gran colección etnográfica y realiza un viaje por la Cacabelos del siglo XX. Y la primera planta contiene toda la colección (arqueológica, medieval y moderna).
El Museo Arqueológico de Cacabelos cuenta con una amplia colección, ya que esta abarca desde la Prehistoria hasta el siglo XX, esto añadido a que la arquitectura del museo también tiene su propia historia y que acoge a todo tipo de público, lo convierte en uno de los de mayor interés de la provincia.
El museo cuenta con:

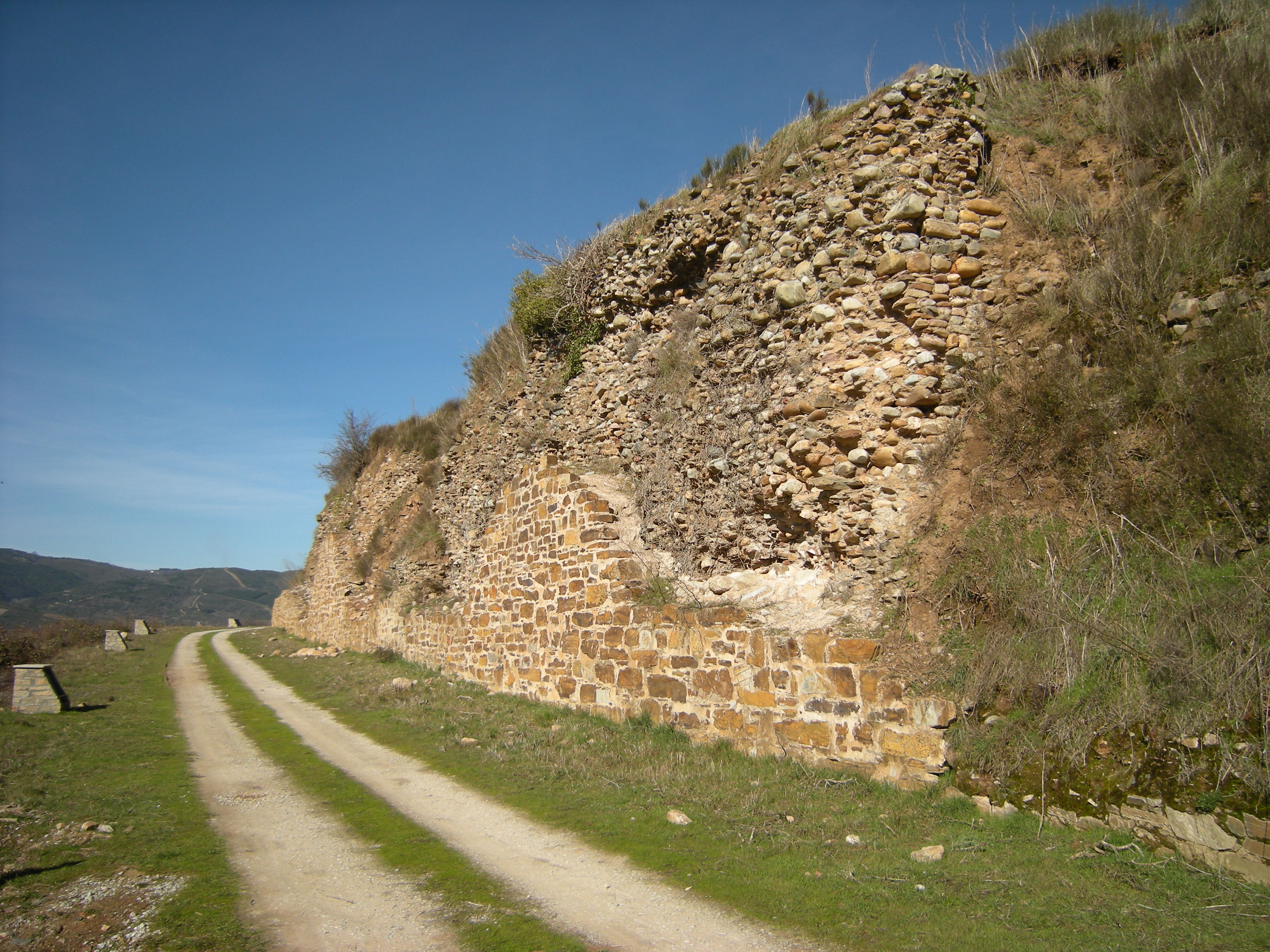
Yacimiento de Castro Ventosa

- Salas de exposición permanente (sótano y primera planta).
- Sala de exposición temporal (planta inferior).
- Salas de laboratorio y almacén (planta baja): restauración y conservación.
- Biblioteca.
- Oficina de Turismo y tienda (recepción).
- Sala de conferencias (primera planta).
- Dirección, oficinas y sala de reuniones (planta baja).